# بيت غاليغو
بيت غاليغو هو محامي وسياسي أمريكي، ولد في 2 ديسمبر 1961 في البيني في الولايات المتحدة. نشط حزبياً في الحزب الديمقراطي.

## مناصب
- في انتخابات مجلس النواب الأمريكي 2012، انتخب عضو مجلس النواب الأمريكي عن دائرة الدائرة الكونغرسية الثالثة والعشرون لتكساس [الإنجليزية]‏ وقد انضم خلال فترته النيابية (3 يناير 2013 – 3 يناير 2015) للكتلة البرلمانية الحزب الديمقراطي.
- انتخب Texas Attorney General [الإنجليزية]‏ (1986 – 1989).
- انتخب عضو مجلس نواب تكساس ‏.
- انتخب عضو مجلس النواب الأمريكي.

## وصلات خارجية
- الموقع الرسمي